# بیارنه مدل
بیارنه مدل (انگلیسی: Bjarne Mädel؛ زادهٔ ۱۲ مارس ۱۹۶۸) بازیگر اهل آلمان است.
از فیلم‌ها یا برنامه‌های تلویزیونی که وی در آن نقش داشته‌است می‌توان به چگونه می‌توان به صورت آنلاین مواد مخدر فروخت و استرومبرگ اشاره کرد.